# Pseudevippa cana
Pseudevippa cana là một loài nhện trong họ Lycosidae. Chúng được Eugène Simon miêu tả năm 1910, thường xuất hiện ở Namibia.